# Guijo de Galisteo
Guijo de Galisteo és un municipi de la província de Càceres, a la comunitat autònoma d'Extremadura (Espanya).
El diumenge 3 de juny de 2012, fou especialment ressaltat per la premsa internacional a causa dels resultats del referèndum que s'hi celebrà. La consulta girà al voltant de quin hauria de ser el destí de 15.000 euros del pressupost local, essent l'opció escollida majoritàriament les curses de braus (241 vots) en detriment de la creació de llocs de treball temporal (181 vots).